# Suleyman Vazirov
Suleyman Azad oglu Vazirov (en azerí: Süleyman Azad oğlu Vəzirov; Bakú, 18 de noviembre de 1910 – Bakú, 7 de febrero de 1973) fue un político soviético, quien fue el primer ministro de la industria petrolera de la República Socialista Soviética de Azerbaiyán entre los años 1954 y 1959.

## Biografía
Suleyman Vazirov nació el 18 de noviembre de 1910 en la ciudad de Bakú. Su padre, Azad bey Vazirov, recibió formación militar en San Petersburgo y  fue oficial militar de Azerbaiyán.
Suleyman Vazirov estudió en la Escuela Real de Shusha, luego ingresó en el Colegio Industrial y Económico de Bakú. Después de graduarse de la escuela técnica comenzó a trabajar en la plataforma petrolera de Bibi-Heybat. En 1928 ingresó a la facultad de minería de la  Universidad Técnica de Azerbaiyán y se graduó de la universidad en 1932. Se desempeñó como jefe de la Dirección General de Producción de Petróleo en las Regiones Sur y Oeste de la Unión Soviética entre los años 1946 y 1949, Ministro de Industria Petrolera entre los años 1954 y 1959, Presidente del Consejo Nacional de Economía entre los años 1959 y 1965, Vicepresidente del Consejo de Ministros entre los años 1965 y 1970, Vicepresidente del Presidium del Soviet Supremo de la RSS de Azerbaiyán entre los años 1970 y 1973. También fue elegido miembro del Partido Comunista de la República Socialista Soviética de Azerbaiyán y del Partido Comunista de la República Socialista Soviética de Turkmenistán.
Suleyman Vazirov falleció el 7 de febrero de 1973 en la ciudad de Bakú y fue enterrado en el Callejón de Honor de Bakú. 

## Premios y títulos
- Héroe del Trabajo Socialista (1944)[4]
- Orden de Lenin (cuatro veces – 1940; 1944; 1948; 1959)
- Orden de la Bandera Roja del Trabajo (seis veces – 1942; 1950; 1951; 1960; 1966; 1971)
- Medalla por el Trabajo Valiente en la Gran Guerra Patria 1941-1945
- Medalla Conmemorativa por el Centenario del Natalicio de Lenin